# Проект крымскотатарской автономии в Узбекистане
Прое́кт крымскотата́рской автоно́мии в Узбекиста́не был разработан советскими властями в конце 1970-х годов и предусматривал переселение крымских татар из различных областей Узбекской ССР в Мубарекский и Бахористанский районы Кашкадарьинской области и создание там национальной автономии. Предложен, по одной версии, Комитетом государственной безопасности СССР, по другой — ЦК Компартии Узбекистана с одобрения высшего руководства страны. Реализация проекта началась в 1978 году, но окончилась неудачей из-за сопротивления крымскотатарского народа.

## Предыстория
В 1944 году крымскотатарский народ был депортирован из Крыма преимущественно на территорию Узбекистана. Депортированные были расселены почти по всей Узбекской ССР, не составляя заметной доли в населении какого-либо района. В течение 12 лет, до 1956 года, крымские татары имели статус спецпереселенцев, подразумевавший различные ограничения в правах.
После смерти Сталина была организована комиссия под председательством А. И. Микояна по возвращению на родину и восстановлению государственности необоснованно выселенных народностей; исключением стали крымские татары и немцы Поволжья. Микоян в своих мемуарах про причины отказа от возвращения крымских татар в Крым утверждал следующее:

Главная причина, почему не была восстановлена Крымско-Татарская автономная республика, заключалась в следующем: территория ее была заселена другими народами, и при возвращении татар пришлось бы очень много людей снова переселять. Кроме того, крымские татары были близки к казахским татарам, да и к узбекам. Они хорошо устроились в новых районах, и Хрущев не видел смысла вновь их переселять, тем более что Крым вошел в состав Украины.— Анастас Микоян, советский государственный и партийный деятель
При этом население Крыма даже в 1959 году было всё ещё меньше чем до войны, активно продолжался процесс строительства домов и переселения в Крым новых жителей из регионов УССР и РСФСР, темпы которого с 1956 года были увеличены.
Несмотря на сильные языковые и культурные различия двух народов, советское руководство предложило крымским татарам переселяться в национальную автономию татар — Татарскую АССР, именуя крымских татар в официальных документах «татарами, ранее проживавшими в Крыму». В постановлении ЦК КПСС от 24 ноября 1956 года «О восстановлении национальной автономии калмыцкого, карачаевского, балкарского, чеченского и ингушского народов» говорилось:

Признать нецелесообразным предоставление национальной автономии татарам, ранее проживавшим в Крыму, имея в виду, что бывшая Крымская АССР не была автономией только татар, а представляла собой многонациональную республику, в которой татары составляли менее одной пятой части всего населения, и что в составе РСФСР имеется татарское национальное объединение — Татарская АССР, а также то, что в настоящее время территория Крыма является областью Украинской ССР. 
 Вместе с тем, учитывая стремление части татар, ранее проживавших в Крыму, к национальному объединению, разъяснить, что все, кто пожелает, имеют право поселиться на территории Татарской АССР. Обязать Совет Министров Татарской АССР и Татарский обком КПСС оказывать необходимую помощь в хозяйственном и трудовом устройстве татарскому населению, которое будет прибывать на постоянное местожительство в республику.

Сколь-либо заметного переселения крымских татар в Татарскую АССР после этого постановления не произошло.
В 1967 году был принят указ Президиума Верховного Совета СССР «О гражданах татарской национальности, ранее проживавших в Крыму», который снял все санкции против крымских татар. Однако существовавший паспортный режим фактически привязывал крымских татар к месту прописки в домах на земельных участках, выделенных им при депортации. На протяжении 1960-х-70-х годов многие крымские татары, несмотря на противодействие властей, пытались поселиться в Крыму, и нескольким тысячам это удалось.

## Мубарекский проект

Статья о Мубарекском проекте в газете «Ленин байрагъы» за 1982 год

В конце 1970-х годов в советском руководстве возникла идея по организации автономий для крымских татар в местах депортации — в слабо заселённой части Каршинской степи, в административном отношении относившейся к Кашкадарьинской области Узбекской ССР. Проект предполагал «укоренить» крымскотатарский народ в Узбекистане, ослабив борьбу крымских татар за право возвращения в Крым, попутно предполагалось с помощью новых переселенцев освоить и индустриализовать этот район. 
Проект обсуждался в Москве на заседании Политбюро ЦК КПСС 31 мая 1979 года, в Политбюро сформировалось мнение, что создание крымскотатарской автономии имело бы важное политическое значение. В докладе секретаря ЦК КПСС И. В. Капитонова говорилось, что «вопрос рассмотрен ЦК Компартии Узбекистана, имеется в виду создать автономный округ».
В конце 1978 — начале 1979 года в составе Кашкадарьинской области были образованы Мубарекский  и Бахористанский районы, в партийные и советские органы вновь созданных районов стали активно назначать членов КПСС из числа крымских татар, в частности секретарём Мубарекского райкома — Аблямита Измайлова, Мубарекского горкома — Назима Османова.
Для освоения территории вновь созданных районов было создано предприятие «Каршиирстепстрой», руководителями которого были крымские татары — сначала Лентун Безазиев, а затем Мусевер Аблязизов, секретарём парторганизации также был назначен крымский татарин — Шевкет Меметов. После строительства оросительных каналов предполагалось создание на освоенных и введённых в сельскохозяйственных оборот землях новых совхозов и привлечение туда переселенцев крымских татар, два из вновь созданных совхозов получили названия «Таврия» и «имени Амет-Хана Султана», директорами совхозов также были крымские татары.
Агитация за переезд в Мубарекский и Бахористанский районы велась на страницах выходившей на крымскотатарском языке газеты «Ленин байрагъы» — печатного органа ЦК КП Узбекистана. В самих районах также было организовано издание газет на крымскотатарском языке: в Мубарекском районе — «Достлукъ байрагъы» («Знамя дружбы»), в Бахористанском районе — «Бахористан акъикъаты» («Бахористанская правда»), также издавалась газета «Танъ» («Заря») — печатный орган парторганизации Каршиирстепстроя. Многих крымских татар — выпускников высших и средних специальных учебных заведений Узбекистана агитировали или принудительно направляли на работу в эти районы. Весной 1983 года попытка властей принудительно направить в Мубарекский район всех поголовно выпускников отделения татарского языка и литературы Ташкентского Педагогического института им. Низами вызвала протесты со стороны студентов.
Крымскотатарское национальное движение не поддержало данный правительственный проект, рассматривая его как план дальнейшей ассимиляции народа в Узбекистане, превращения в «мубарекских татар», удержания вдали от Крыма и предотвращения восстановления Крымской АССР. В итоге программа была отменена, поскольку стало ясно, что в Мубарек решило переехать малое число крымских татар, но при этом значительная их часть сохраняла стремление вернуться в Крым, несмотря на серьёзную правительственную поддержку политики «укоренения» в Средней Азии, которую авторы проекта называли «землёй их предков» для продвижения своего предложения и искусственного приуменьшения связи крымских татар с Крымским полуостровом.

### Сноски
1. 1 2 3 4  Бекирова, Гульнара. Крымскотатарская проблема в СССР: 1944—1991. — Оджак. — ISBN 978-966-8535-06-2. Архивная копия от 8 октября 2021 на Wayback Machine
2. ↑  Расселение крымскотатарского народа во второй половине ХХ столетия в условиях депортации и возвращения в Крым Архивная копия от 21 января 2021 на Wayback Machine / Р. И. Хаяли // Культура народов Причерноморья. — 2004. — № 52, Т. 1. — С. 62—67.
3. ↑  «Независимая газета», Москва ; 25.07.1992 ; 141 (312) ;. Дата обращения: 15 января 2021. Архивировано 21 января 2021 года.
4. ↑  Микоян А. И. Гл. 41. Что я ожидал после войны // Так было. — М.: Вагриус, 1999. — 612 с. — ISBN 5-264-00032-8.
5. ↑  Всесоюзная перепись населения 1959 г. Численность наличного населения городов и других поселений, районов, районных центров и крупных сельских населенных мест на 15 января 1959 года по регионам союзных республик (кроме РСФСР). Дата обращения: 19 января 2021. Архивировано 19 февраля 2014 года.
6. ↑  Сеитова Э. И. Организация трудового переселения в Крым (1944—1976 гг.) // Учёные записки Казанского университета. 2013. Том 155, кн. 3, ч. 1 с. 177. Дата обращения: 19 января 2021. Архивировано 28 января 2021 года.
7. ↑  s:Указ Президиума ВС СССР от 5.09.1967 № 1861-VII
8. ↑  Шнайдер В. Г. Советское нациестроительство на Северном Кавказе (1917 — конец 1950-х): Закономерности и противоречия. М: 2015. ISBN 978-5-4475-4040-1 стр. 357
9. 1 2 3 4  Хаяли Р. И. Политико-правовое урегулирование крымскотатарской проблемы в СССР (1956—1991 гг.) Архивная копия от 20 июля 2021 на Wayback Machine // Ленинградский юридический журнал. 2016 № 3. стр. 28-38
10. ↑  Указ Президиума Верховного Совета СССР "О гражданах татарской национальности, проживавших в Крыму". www.memorial.krsk.ru. Дата обращения: 14 июня 2016. Архивировано из оригинала 1 декабря 2019 года.
11. ↑  Депортация народов Крыма во время сталинских репрессий. РИА Новости. Дата обращения: 14 июня 2016. Архивировано 13 августа 2016 года.
12. 1 2 3  Дергачёв, Владимир (2008). Геополитическая трансформация Крыма. Вестник аналитики. 3. Архивировано 9 января 2021. Дата обращения: 10 января 2021.
13. 1 2 3  Национальное движение крымских татар. Об участниках программы «Мубарекская и Крымская зоны». НДКТ. Дата обращения: 8 января 2021. Архивировано 7 августа 2016 года.
14. ↑  Безазиев, Лентун. Начало и крах мубарекской эпопеи. politika-crimea.ru (2003). Дата обращения: 11 января 2021.
15. ↑  Ханья, Сиро. Целиноград, июнь 1979 г. : к вопросу о несостоявшейся немецкой автономии в Казахстане // Acta Slavica Iaponica. 2003. № 20, с. 230—236. Дата обращения: 20 января 2021. Архивировано 27 января 2021 года.
16. ↑  Черкез Али. Сонъсуз ызанлар // Достлукъ мешъали: Очерклер. — Ташкент : Гъафар Гъулам адына эдебият ве санаат нешрияты, 1984. — С. 41-63.
17. ↑  Безазиев Лентун Романович. Дата обращения: 20 января 2021. Архивировано 28 января 2021 года.
18. ↑  Меметов Шевкет Сейдаметович. Дата обращения: 20 января 2021. Архивировано 28 января 2021 года.
19. ↑  М. Н. Губогло, С. М. Червонная. Крымскотатарское национальное движение. Том I. История. Проблемы. Перспективы. 1992. Дата обращения: 20 января 2021. Архивировано 27 января 2021 года.
20. ↑  Кудусов, Эрнест. Противостояние продолжается: записки диссидента. — Симферополь, 1991. — P. 23. Архивная копия от 1 августа 2023 на Wayback Machine
21. ↑  Samizdat materials: Volumes 10-20. — Ohio State University, Center for Slavic and East European Studies. — P. 25. Архивная копия от 1 августа 2023 на Wayback Machine